# Sturm

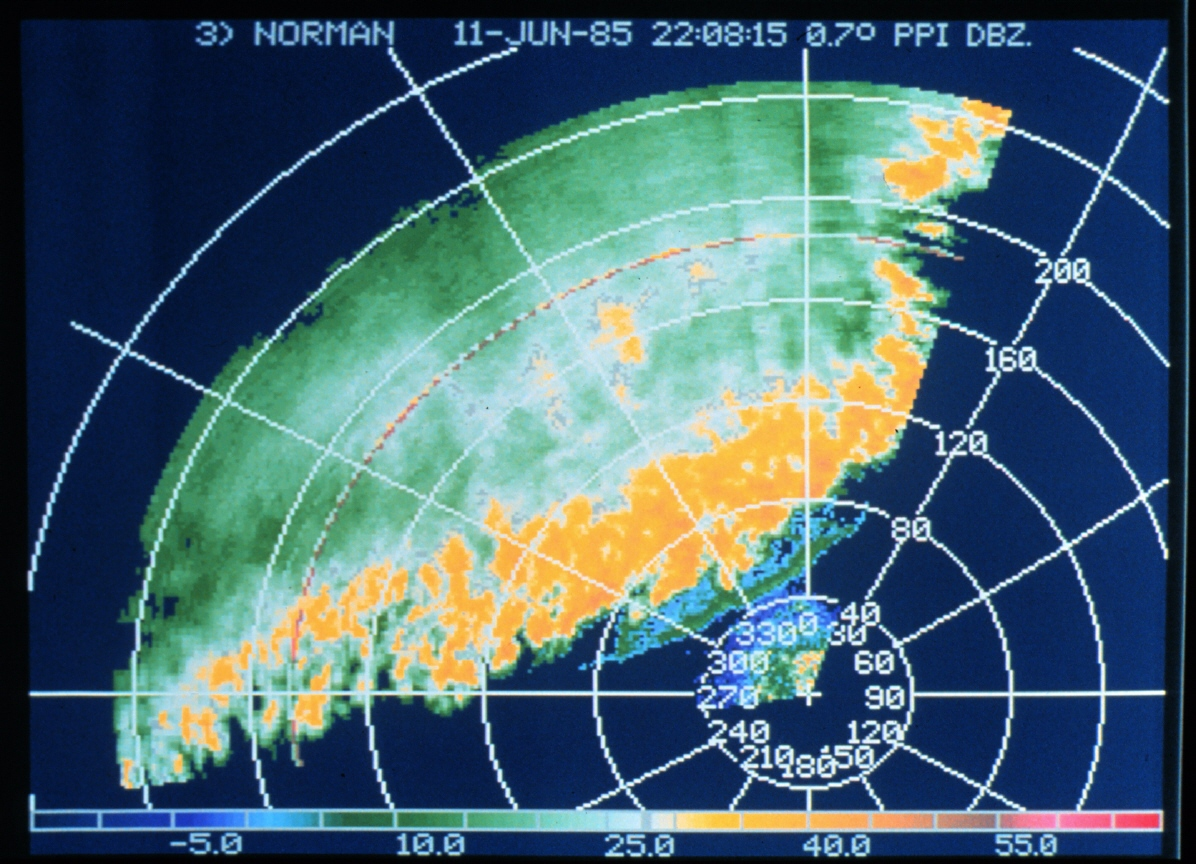
Sturmfront auf einem Doppler-Radar-Schirm

Der Begriff Sturm steht für ein Starkwindereignis.

## Meteorologische Definition

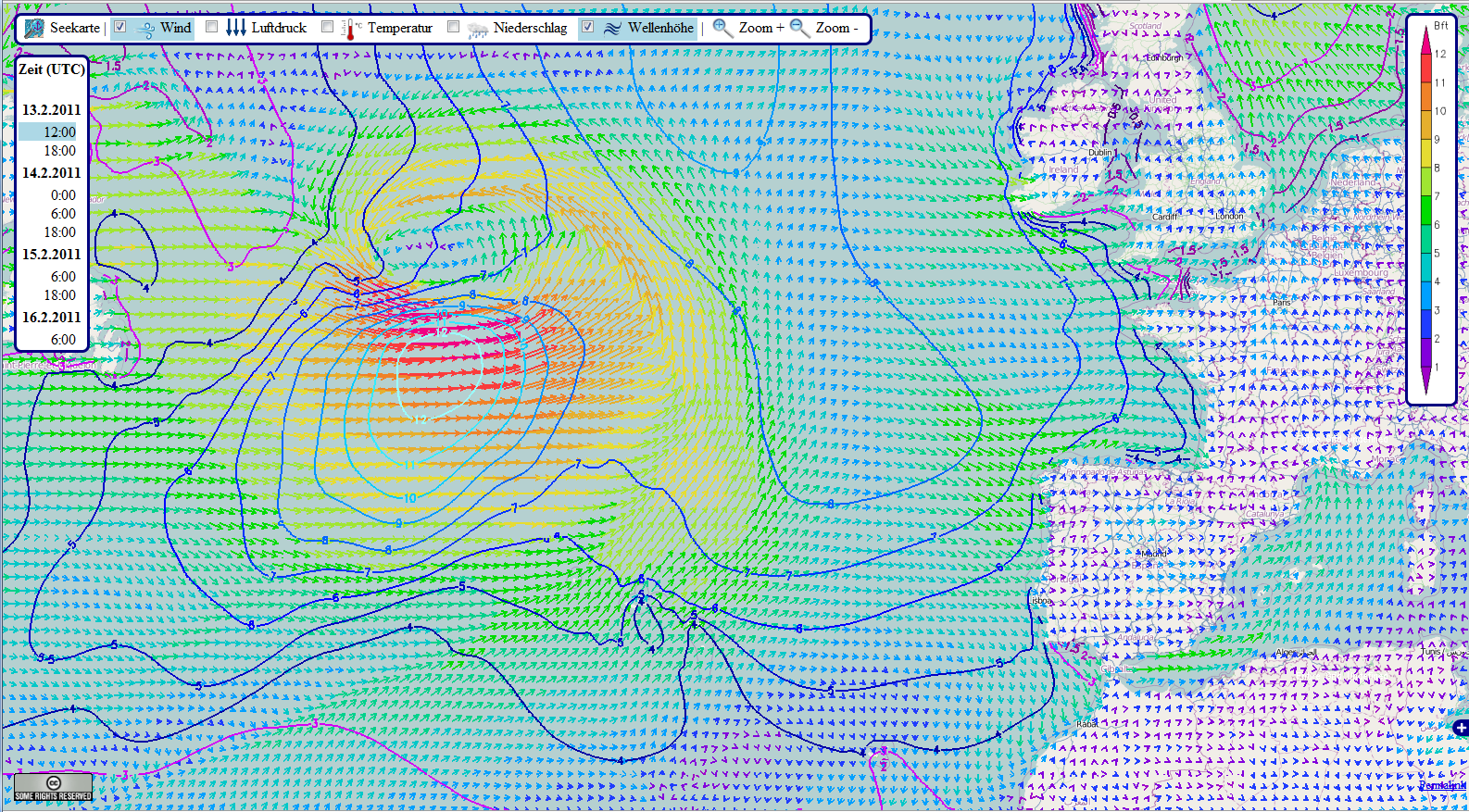
Sturm im Nordatlantik, 9..12 Bft.
Wellenhöhe 12 m

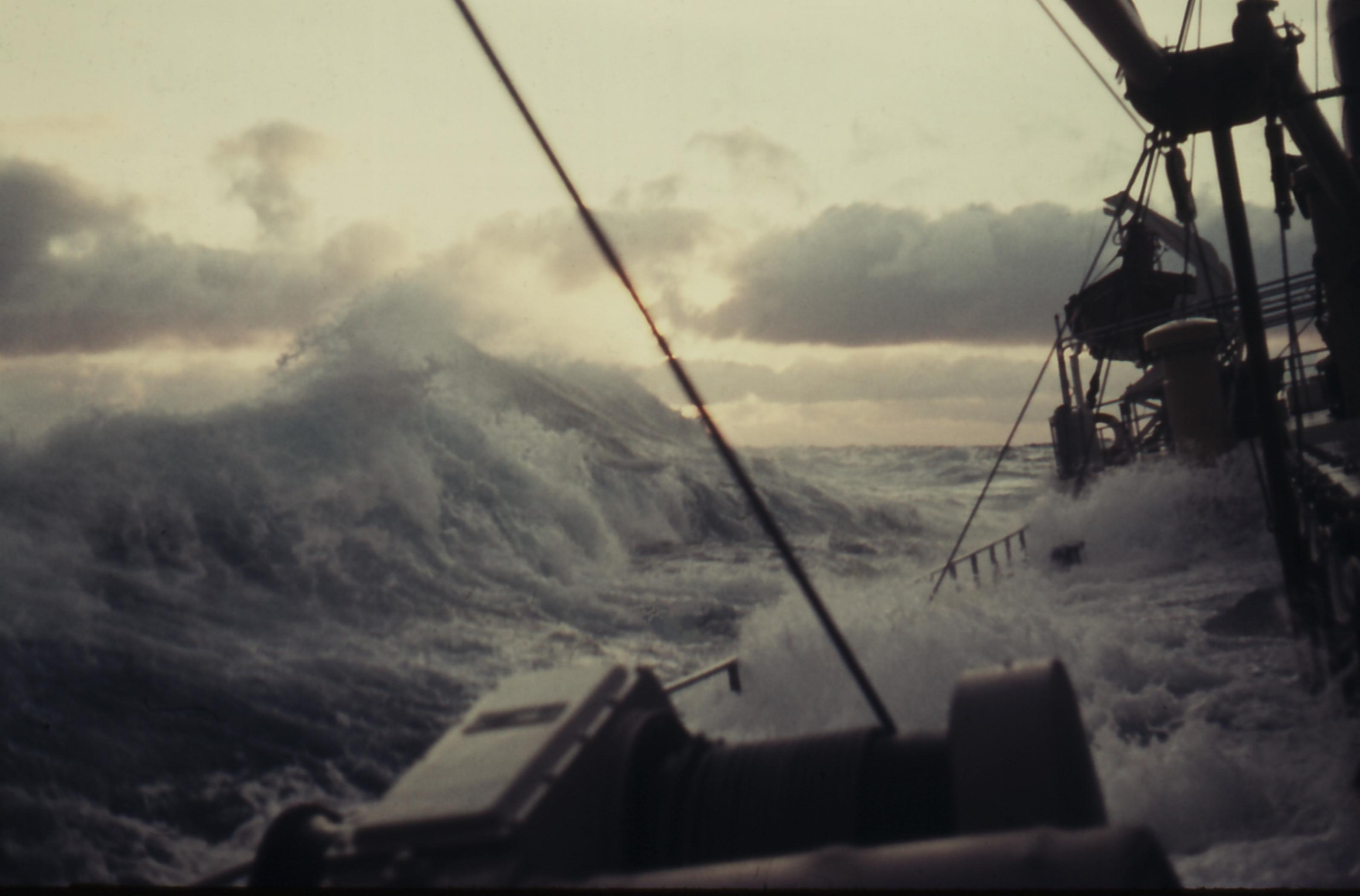
Wintersturm im Nordatlantik: hohe See und Wasser über Deck und Luken

Als Sturm werden Winde mit Geschwindigkeiten von mindestens 20,8 m/s (74,9 km/h) oder 9 Beaufort bezeichnet. Ein Sturm mit einer Windgeschwindigkeit von mindestens 32,7 m/s (117,7 km/h) oder 12 Beaufort wird als Orkan bezeichnet. Dazwischen spricht man bei 10 Beaufort von einem schweren und bei 11 Beaufort von einem orkanartigen Sturm. Erreicht der Wind nur kurzzeitig (für wenige Sekunden) Sturmstärke, so spricht man von einer Sturmböe.
In der Regel sind mit einem Sturm auch starke Regenfälle verbunden, weshalb die Bezeichnung umgangssprachlich oft als Synonym für einen schweren Schauer oder ein Gewitter verwendet wird, beide stellen jedoch nur Begleiterscheinungen bzw. Spezialfälle eines Sturms dar. Auf See ist für den windbedingt hohen Wellengang ebenfalls die Bezeichnung Sturm gebräuchlich, mit einer geringeren Betonung auf den meist gleichzeitigen Niederschlägen. Je nachdem, was ein Sturm aufwirbelt bzw. womit er zusammen auftritt, spricht man des Weiteren von einem Schneesturm, Hagelsturm, Sandsturm (Buran) oder Staubsturm. In Gebirgen entstehen Föhnstürme als Trockenwindereignis.
Auch eine Unterscheidung nach der Jahreszeit wird manchmal genutzt, man spricht dann beispielsweise von einem Wintersturm. Solche Unterscheidungen sind insbesondere bei land- und forstwirtschaftlichen Schäden in der Folgenabschätzung von Bedeutung (etwa Ernteausfälle nach Überschwemmungen, Windbruch und Borkenkäfergefahr).
Weitere Sturmarten sind der Tornado, gelegentlich (Klein-)Trombe, Windhose, Wasserhose oder Twister genannt, sowie der Schneesturm Blizzard.
In Küstenregionen kann es durch das Zusammenwirken von Sturm und Gezeiten zu Sturmfluten kommen.

## Entstehung und Erscheinung
Sturmwinde können entstehen, wenn hohe Druckgradienten (hohe Druckunterschiede auf relativ kurzer Distanz) auftreten. Diese sind als Sturmtief häufig im Einflussbereich starker Tiefdruckgebiete vorhanden. Ferner können Sturmwinde durch topographisch bedingte Kanalisierung des Windes entstehen, zum Beispiel als Talwind in engen Tälern.
Stürme treten häufig über dem Meer auf, da dort weniger Bodenreibung vorhanden ist. So können sich die Winde besser entfalten als auf dem Festland und erreichen wesentlich häufiger Sturmstärke. Zudem können tropische Wirbelstürme, also Hurrikane und Taifune, nur über dem Meer entstehen und schwächen sich über Landmassen rasch ab.
Darüber hinaus können Gewitter auch durch elektrische Aktivitäten in der Atmosphäre verursacht werden. Blitze sind ein häufiges Zeichen für ein nahes Gewitter. Ein Blitz entsteht, wenn ein Elektronenfluss von einem Ort mit hoher elektrischer Ladung zu einem Ort mit niedriger elektrischer Ladung stattfindet. Dies geschieht, wenn warme Luft schnell aufsteigt und abkühlt, wodurch ein Unterschied in der elektrischen Ladung in der Atmosphäre entsteht. Blitze sind ein häufiges Phänomen bei Sommergewittern und können gefährlich sein.

## Gefahren, Schäden und Sturmversicherung

Sturmschaden in der Hohen Tatra, Slowakei

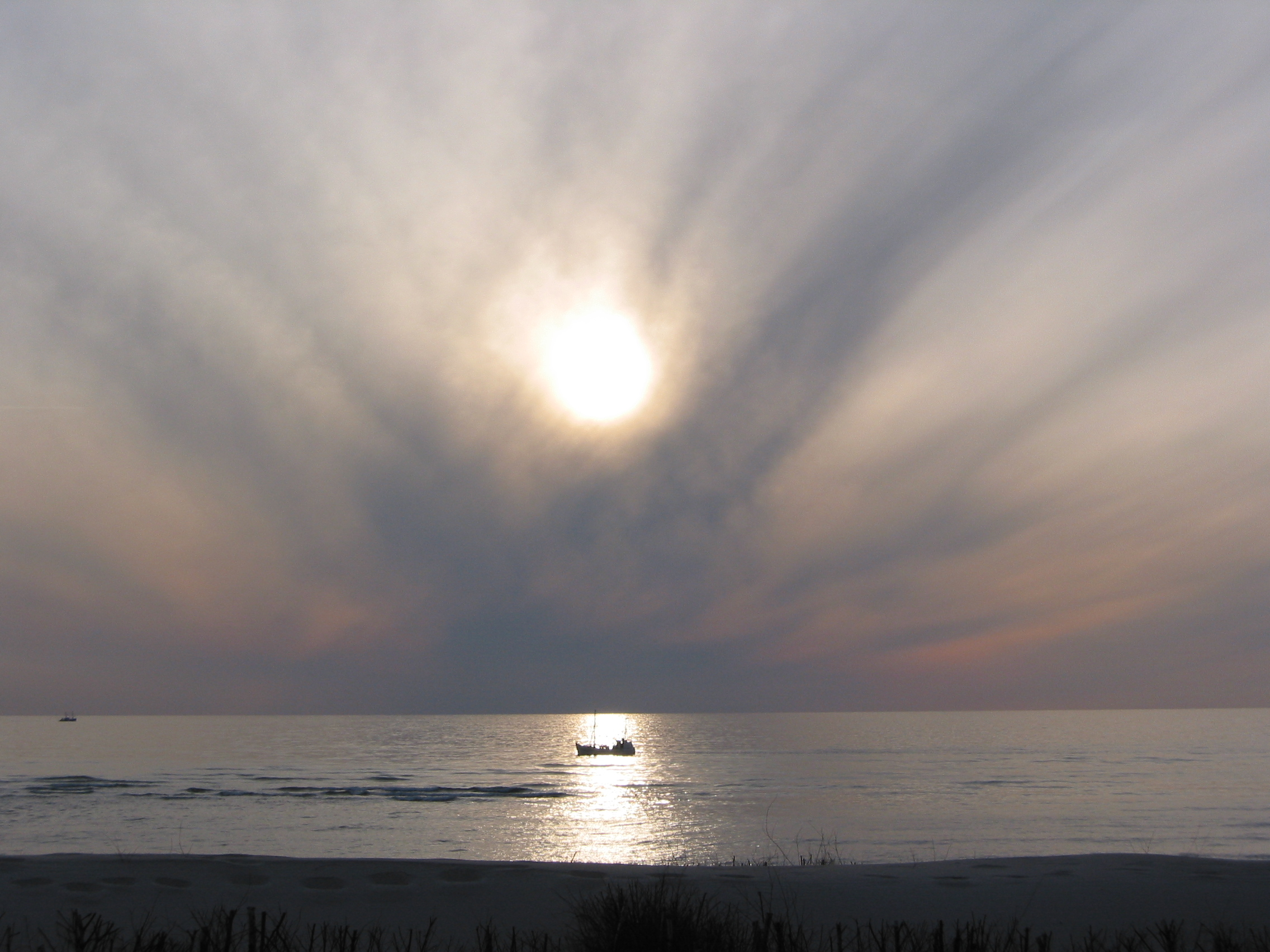
Ein aufziehender Sturm über der Nordsee vor Sylt

Direkte Sturmschäden betreffen vor allem das Abdecken von Dächern oder andere Windverfrachtungen, bei waldreichen Gebieten kommt der Sachschaden durch umgeworfene Bäume hinzu (Sturmholz). Von Bedeutung sind auch indirekte Schäden, zum Beispiel durch die Ablagerungen von Sand auf Landwirtschaftsflächen bei einem Sandsturm oder Hagelschäden. Für Menschen geht die größte Gefahr von herumfliegenden Gegenständen, herabfallenden Ästen und umfallenden Bäumen, sowie gegebenenfalls von beschädigten oberirdischen Stromleitungen aus, so dass es in der Regel am sichersten ist, sich für die Dauer eines Sturms im Inneren von Gebäuden aufzuhalten.
Viele Versicherungsgesellschaften bezahlen einen Sturmschaden – bei abgeschlossener Sturmschadensversicherung – erst, wenn der Wind nachweislich Windstärke 8 (stürmischer Wind, der Versicherungsbegriff „Sturm“ ist hier anders zu interpretieren) erreicht hat. Unter Sturm verstehen die allgemeinen Versicherungsbedingungen für Wohngebäude (Deutschland etwa § 8 VGB 88) eine wetterbedingte Luftbewegung von mindestens Windstärke 8. Ähnlich ist die Definition im deutschen § 3 Abs. 3 a FEVB, wonach es sich um eine atmosphärisch bedingte Luftbewegung von mindestens Windstärke 8 nach Beaufort handeln muss. Damit weicht der versicherungsrechtliche Begriff von den meteorologischen Begrifflichkeiten ab. Stärke 8 bedeutet nach der maßgeblichen Beaufortskala „stürmischer Wind, der Zweige von Bäumen bricht und das Gehen im Freien erheblich erschwert“.
Der Versicherungsnehmer einer Gebäudeversicherung, der das Vorliegen eines Sturms behauptet, kann in Grenzfällen Beweisschwierigkeiten ausgesetzt sein. Zum Nachweis eines Sturmschadens ist es freilich nicht erforderlich, dass der Beweis für ein direktes Auftreffen einer Luftbewegung von mindestens Windstärke 8 auf das versicherte Gebäude erbracht wird. Viele neuere Versicherungsbedingungen lassen genügen, dass (auch) in der Nachbarschaft Sturmschäden aufgetreten sind. Ansonsten genügt nach Ansicht des Oberlandesgerichts Karlsruhe sogar, dass am Gebäude von Luftbewegungen verursachte Schäden aufgetreten sind und in seiner näheren Umgebung zu gleicher Zeit ein Sturm der Windstärke 8 aufgetreten ist.
In der Schifffahrt kann bei Sturm das Abwettern Gefahren vermeiden. Eine besondere Gefahr besteht beim Containertransport, wo Verluste auf See immer wieder vorkommen. An der Verbesserung der Situation werde angeblich bereits seit Jahren gearbeitet. Sowohl für die Freizeitschifffahrt als auch die Berufsschifffahrt bestehen in vielen Ländern offizielle Sturmwarndienste, die für die Schiffsführer über unterschiedliche technische Medien eine offizielle Sturmwarnung herausgeben.

## Historische Sturmereignisse und deren Schäden

### Deutschland
Bedeutende Sturmkatastrophen in Deutschland:
- 13. November 1972: Orkan Quimburga, 245 km/h (Brocken), über England, Benelux, Norddeutschland, 73 Tote, Schaden ca. 1,34 Mrd. DM
- 25.–26. Januar 1990: Orkan Daria, 130 km/h, 8 Tote in Deutschland, Schaden ca. 4,4 Mrd. Euro
- 27. Februar 1990 Orkan Vivian, 64 Todesopfer, 1,5 Mrd. Euro versicherter Schaden in Deutschland
- 28. Februar – 1. März 1990 Orkan Wiebke 35 Todesopfer, 1,5 Mrd. Euro versicherter Schaden
- 26. Dezember 1999: Orkan Lothar, 272 km/h (Hohentwiel), 13 Todesopfer in Deutschland und weitere in der Schadensbeseitigung, Schaden ca. 1,2 Mrd. Euro
- 18. Januar 2007: Orkan Kyrill, 200 km/h (Wendelstein), 13 Todesopfer und weitere in der Schadensbeseitigung, Schadenshöhe 2,3 Mrd. Euro
- 31. März – 1. April 2015: Orkan Niklas, 192 km/h (Zugspitze), 9 Todesopfer, Schadenshöhe ca. 750 Millionen Euro
- 18. Januar 2018: Sturmtief Friederike, 205 km/h als Spitzenböe (Brocken), 8 Todesopfer, Schadenhöhe (geschätzt) 500 Millionen Euro
- 23. September 2018: Sturmtief Fabienne, Spitzenböen bis 158 km/h[3]
- 9.–11. Februar 2020 Orkan Sabine, 178 km/h als Spitzenböe (Feldberg), 4 Tote, Schadenhöhe (geschätzt) 600 Millionen Euro

### Österreich
Bedeutende Sturmkatastrophen in Österreich:
- 8. November 1982, der „Jahrhundertföhn“[7]
- Februar/März 1990 Vivian und Wiebke (Spitzen Wiebke mit 147 km/h (Hörsching), gemeinsamer Schaden drei Milliarden Schilling (ca. 218 Mio. Euro))
- 5. April 1997, verbunden mit starken Schneefällen in den nächsten Tagen
- 5. Februar 1999, Lara mit Sturmspitzen von 130 km/h (Flughafen Wien)
- 26. Dezember 1999, Orkan Lothar
- 19. März 2001, Sturmtief Emma (eine Tote und zwei Schwerverletzte in Niederösterreich)
- 15. Dezember 2005, Sturmtief Dorian
- 18. Januar 2007 Orkan Kyrill, 216 km/h (Gaisberg), 100 Millionen Euro Schaden, zahlreiche Todesopfer in der Schadensbeseitigung
- 26.–27. Jänner 2008 Sturmtief Paula, 230 km/h (Schneeberg), große Schäden insbesondere in der Steiermark
- 1.–2. März 2008 Emma, 222 km/h (Wendelstein)
- 29. Oktober 2017, Sturmtief Herwart, bis zu 179 km/h, tausende Haushalte ohne Strom, große Schäden in ganz Österreich
- 21. bis zum 25. Juni 2021 schwere Unwetter mit großem Hagel in Ober- und Niederösterreich, später in der Steiermark[8]

### Weltweit
Die weltweit größten Versicherungsfälle:
- Hurrikan Katrina 2005: 125 Mrd. USD. Der Versicherungsschaden belief sich auf 62,2 Mrd. USD.[9]
- Hurrikan Andrew 1992: über 20 Mrd. USD[10]
- Taifun Mireille 1991: über 7 Mrd. USD[10]
- Orkantief Daria 1990: über 6 Mrd. USD[10]
- Orkantief Lothar 1999: über 6 Mrd. USD[10]
- Hurrikan Hugo 1989: fast 6 Mrd. USD[10]

## Namensgebung
Um Unwetter zu benennen, erstellen meteorologische Institute jedes Jahr Listen mit Namen, die dann im Laufe des Jahres alphabetisch an Hoch- und Tiefdruckgebiete verteilt werden. Jede Weltregion hat dabei eigene Namenslisten. Lange Zeit wurden Stürme nur nach Frauen benannt. Dies, weil der amerikanische Autor des Buches "Storm", George Rippey Stewart Jr. (1895–1980) erschienen 1941, Unwetter nach den Namen seiner Exfreundinnen (Camille, Eloise, Elena etc.) zu benennen pflegte. In Europa wiederum wurden Hochdruckgebiete mit männlichen, Tiefdruckgebiete jedoch mit Frauennamen versehen. Dagegen protestierten Frauen in Deutschland hartnäckig und schließlich mit Erfolg. Seither wird abgewechselt. Dennoch zeigt sich, dass Stürme mit weiblichen Namen oft unterschätzt werden, dies einzig aufgrund geschlechtsspezifischer  Wahrnehmungen, die auf Stereotypen beruhen.  So wird ein Sturm namens Alexa als weniger gefährlich eingestuft als ein Sturm namens Alex (mit fatalen Folgen). Dies, da Männer tendenziell eher als aggressiv wahrgenommen werden denn Frauen.